# RIZIN LANDMARK 6
For Japan presents RIZIN LANDMARK 6 in NAGOYA（フォージャパン・プレゼンツ・ライジン・ランドマーク・シックス・イン・ナゴヤ）は、日本の総合格闘技団体「RIZIN」の大会の一つ。
2023年10月1日に愛知県名古屋市の愛知県体育館（ドルフィンズアリーナ）で開催された。

## 概要
2023年7月17日の記者会見にて、開催が告知され、8月9日の記者会見にて愛知県出身の選手を中心にカードを編成することが発表された。RIZIN.44から１週間後に開催された今大会では、メインイベントのバンタム級マッチでアラン“ヒロ”ヤマニハが所英男に判定3-0で勝利を収めた。
第8試合終了後、朝倉海がケージに上がり、朝倉と超RIZIN.2で対戦予定であった、現RIZINバンタム級王者のフアン・アーチュレッタに大晦日に挑戦する方向で調整していることが発表された。
地上波では11月2日夜8時から夜9時55分まで三重テレビ放送で録画放送した。

## 対戦カード

### オープニングファイト
第1試合 MMA特別ルール 61.0kg契約ワンマッチ 5分2R
○  切嶋龍輝 vs.  MASANARI ×
2R終了 判定3-0
第2試合 キックボクシングルール 57.0kg契約ワンマッチ 3分3R
○  竹野元稀 vs.  内藤凌太 ×
3R終了 判定3-0
第3試合 MMA特別ルール 68.0kg契約ワンマッチ 5分2R
×  銀・グラップリングシュートボクサーズジム vs.  太田将吾 ○
1R 1:52 腕ひしぎ十字固め

### 本戦
第1試合 MMAルール 61.0kg契約ワンマッチ 5分3R
○  後藤丈治 vs.  日比野“エビ中”純也 ×
2R 2:00 ツイスター
第2試合 MMAルール 71.0kg契約ワンマッチ 5分3R
×  渡慶次幸平 vs.  井上雄策 ○
1R 1:11 TKO（グラウンドパンチ）
第3試合 MMAルール 66.0kg契約ワンマッチ 5分3R
○  ビクター・コレスニック vs.  高木凌 ×
3R終了 判定3-0
第4試合 MMAルール 57.0kg契約ワンマッチ 5分3R
×  村元友太郎 vs.  ホジェリオ・ボントリン ○
3R終了 判定0-3
第5試合MMAルール 120.0kg契約ワンマッチ 5分3R
×  貴賢神 vs.  荒東"怪獣キラー"英貴 ○
2R 4:55 TKO（スタンドパンチ）
第6試合 MMAルール 52.5kg契約ワンマッチ 5分3R
×  渡辺彩華 vs.  万智 ○
3R終了 判定1-2
第7試合 MMAルール 84.0kg契約ワンマッチ 5分3R
○  イゴール・タナベ vs.  ANIMAL☆KOJI ×
1R 3:40 三角絞め
第8試合 MMAルール 57.0kg契約ワンマッチ 5分3R
○  中村優作 vs.  ヒロヤ ×
3R終了 判定2-1
第9試合 キックボクシングルール 61.5kg契約ワンマッチ 3分3R （肘あり）
○  梅野源治 vs.  斎藤祐斗 ×
3R終了 判定2-0
第10試合 MMAルール 57.0kg契約ワンマッチ 5分3R
○  伊藤裕樹 vs.  トップノイ・キウラム ×
3R終了 判定2-1
第11試合 MMAルール 120.0kg契約ワンマッチ 5分3R
○  スダリオ剛 vs.  イム・ドンファン ×
3R 2:10 TKO（スタンドパンチ）
第12試合 MMAルール 63.0kg契約ワンマッチ 5分3R
×  太田忍 vs.  佐藤将光 ○
3R終了 判定1-2
第13試合 MMAルール 61.0kg契約ワンマッチ 5分3R
×  所英男 vs.  アラン“ヒロ”ヤマニハ ○
3R終了 判定0-3

### カード変更
カード変更は以下の通り。
- 井上直樹 vs. 太田忍→井上が右顎下腺唾石症を発症したため佐藤将光が代役出場[2]。
- スダリオ剛 vs. トッド・ダフィー→RIZIN.44から振替。ダフィーがパスポート盗難被害のため入国不可能となり、イム・ドンファンが代役出場[3]。